# Liga Leumit 1996-1997 (pallacanestro)
La Liga Leumit 1996-1997 è stata la 43ª edizione del massimo campionato israeliano di pallacanestro maschile. La vittoria finale è stata ad appannaggio del Maccabi Tel Aviv.

## Regular season
|  |     | Squadra               | G  | V  | P  | PF   | PS   | PF/PS | Pt | Qualificazione              |
|  | --- | --------------------- | -- | -- | -- | ---- | ---- | ----- | -- | --------------------------- |
|  | 1.  | Maccabi Tel Aviv      | 20 | 20 | 0  | 1905 | 1544 | +361  | 40 | playoffs                    |
|  | 2.  | Maccabi Ra'anana      | 20 | 12 | 8  | 1657 | 1618 | +39   | 32 | playoffs                    |
|  | 3.  | Hapoel Gerusalemme    | 20 | 12 | 8  | 1692 | 1669 | +23   | 32 | playoffs                    |
|  | 4.  | Hapoel Eilat          | 20 | 12 | 8  | 1645 | 1698 | +25   | 32 | playoffs                    |
|  | 5.  | Hapoel Galil Elyon    | 20 | 10 | 10 | 1617 | 1620 | +20   | 30 |                             |
|  | 6.  | Maccabi Rishon LeZion | 20 | 8  | 12 | 1654 | 1597 | -40   | 28 |                             |
|  | 7.  | Bnei Herzliya         | 20 | 8  | 12 | 1562 | 1694 | -22   | 28 |                             |
|  | 8.  | Hapoel Holon          | 20 | 7  | 13 | 1643 | 1584 | -37   | 27 |                             |
|  | 9.  | Maccabi Giv'at Shmuel | 20 | 7  | 13 | 1617 | 1680 | -75   | 27 |                             |
|  | 10. | Ironi Ramat Gan       | 20 | 7  | 13 | 1595 | 1694 | -99   | 27 |                             |
|  | 11. | Hapoel Tel Aviv       | 20 | 7  | 13 | 1562 | 1757 | -195  | 27 | retrocesse in Liga Leumit B |
|  | 12. | Hapoel Tzfat          | 20 | -  | -  | -    | -    | -     | -  | retrocesse in Liga Leumit B |

## Playoffs
|  | Semifinali       | Semifinali       | Semifinali       | Semifinali       | Semifinali | Semifinali | Semifinali |  |  | Finale           | Finale           | Finale           | Finale           | Finale | Finale | Finale |  |
|  |                  |                  |                  |                  |            |            |            |  |  |                  |                  |                  |                  |        |        |        |  |
|  | Maccabi Tel Aviv | Maccabi Tel Aviv | Maccabi Tel Aviv | Maccabi Tel Aviv | 112        | 98         | 82         |  |  |                  |                  |                  |                  |        |        |        |  |
|  | Hapoel Eilat     | Hapoel Eilat     | Hapoel Eilat     | Hapoel Eilat     | 87         | 77         | 68         |  |  | Maccabi Tel Aviv | Maccabi Tel Aviv | Maccabi Tel Aviv | Maccabi Tel Aviv | 91     | 90     | 86     |  |
|  | Maccabi Ra'anana | Maccabi Ra'anana | Maccabi Ra'anana | 89               | 85         | 79         | 63         |  |  | H. Gerusalemme   | H. Gerusalemme   | H. Gerusalemme   | H. Gerusalemme   | 73     | 87     | 83     |  |
|  | H. Gerusalemme   | H. Gerusalemme   | H. Gerusalemme   | 94               | 97         | 78         | 75         |  |  |                  |                  |                  |                  |        |        |        |  |

## Squadra vincitrice
|    | Naz.                                        | Ruolo | Sportivo        | Anno | Alt. |  |  |
| -- | ------------------------------------------- | ----- | --------------- | ---- | ---- |  |  |
| 4  | Israele (bandiera)                          | AG    | Nadav Henefeld  | 1968 | 200  |  |  |
| 5  | Stati Uniti (bandiera)                      | AP    | Buck Johnson    | 1964 | 201  |  |  |
| 6  | Stati Uniti (bandiera)                      | PG    | Derrick Sharp   | 1971 | 183  |  |  |
| 7  | Stati Uniti (bandiera) · Israele (bandiera) | G     | Brad Leaf       | 1961 | 196  |  |  |
| 8  | Israele (bandiera)                          | A     | Guy Zenou       | 1976 | 200  |  |  |
| 9  | Israele (bandiera)                          | C     | Eyal Sayar      | 1973 | 205  |  |  |
| 10 | Israele (bandiera)                          | P     | Oded Kattash    | 1974 | 193  |  |  |
| 11 | Israele (bandiera)                          | PG    | Doron Sheffer   | 1972 | 196  |  |  |
| 12 | Jugoslavia (bandiera) · Israele (bandiera)  | A     | Velibor Radović | 1972 | 202  |  |  |
| 13 | Stati Uniti (bandiera)                      | AG    | Randy White     | 1967 | 203  |  |  |
| 15 | Romania (bandiera) · Israele (bandiera)     | C     | Constantin Popa | 1971 | 220  |  |  |
| 16 | Israele (bandiera)                          | AG    | Barak Uzan      | 1977 | 204  |  |  |
| 17 | Stati Uniti (bandiera) · Israele (bandiera) | C     | Eric Gingold    | 1973 | 218  |  |  |
| 21 | Israele (bandiera)                          | P     | Guy Goodes      | 1971 | 190  |  |  |
|    | Israele (bandiera)                          | ALL   | Zvika Sherf     |      |      |  |  |